# جاين تايلور
جاين تايلور (بالإنجليزية: Jane Taylor)‏ (23 سبتمبر 1783 - 13 أبريل 1824) شاعرة وكاتبة وروائية إنجليزية.

## روابط خارجية
- جاين تايلور على موقع الموسوعة البريطانية (الإنجليزية)
- جاين تايلور على موقع ميوزك برينز (الإنجليزية)